# Piper viridilimbum
Piper viridilimbum är en pepparväxtart som beskrevs av William Trelease. Piper viridilimbum ingår i släktet Piper och familjen pepparväxter. Inga underarter finns listade i Catalogue of Life.